# Wilhelm Dilthey
Wilhelm Dilthey (prononcé en allemand : [ˈvɪlhɛlm ˈdɪltaɪ], 19 novembre 1833 - 1er octobre 1911) est un théologien, sociologue, professeur de lycée et philosophe allemand. Il est connu pour la distinction qu'il opère entre les sciences de la nature (Naturwissenschaften) et les sciences de l'esprit (Geisteswissenschaften).

## Biographie

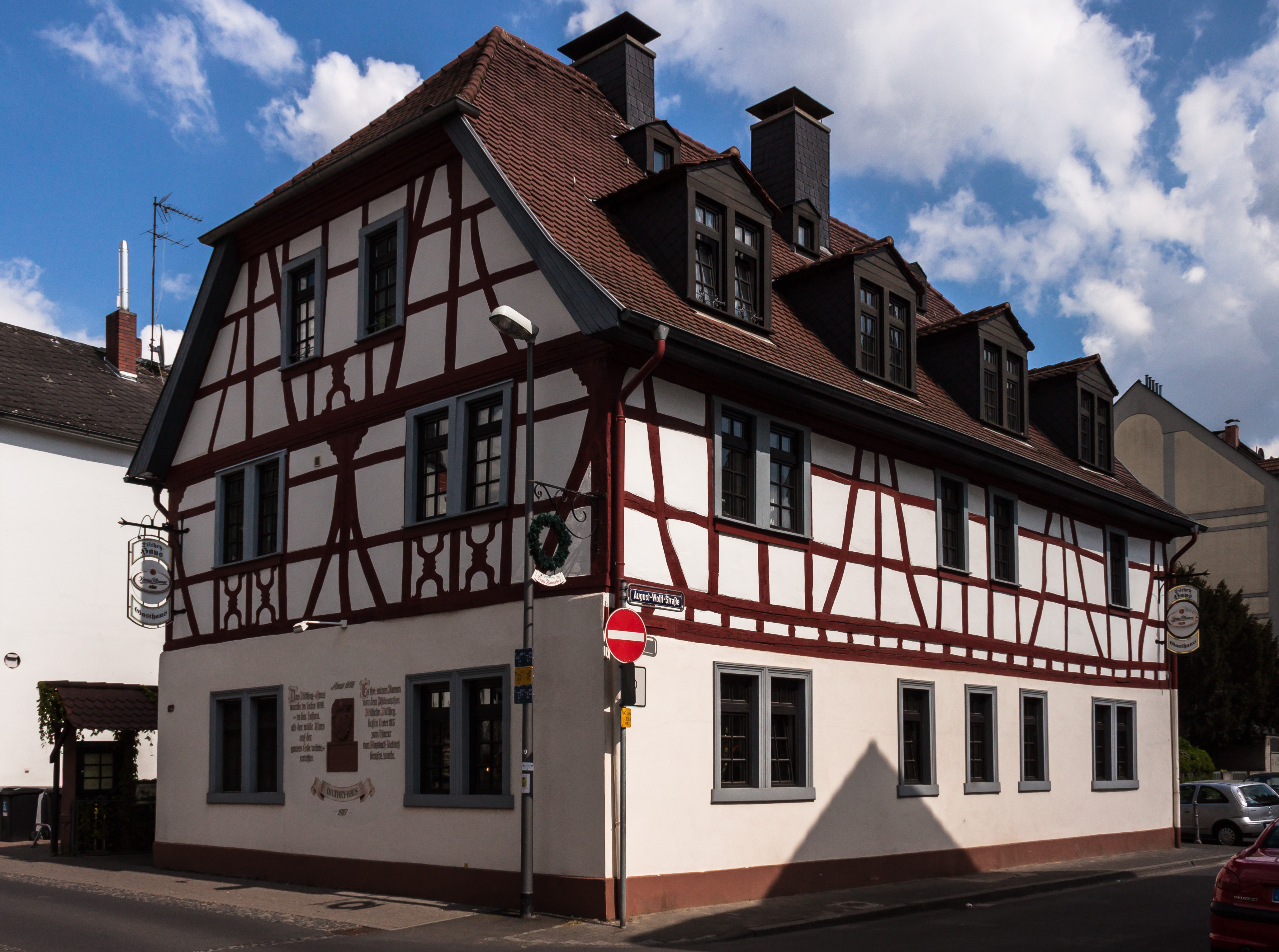
La maison familiale à Wiesbaden-Biebrich

Wilhelm Dilthey est né le 19 novembre 1833 au presbytère de Biebrich-Mosbach dans une famille de pasteurs calvinistes. Son père, Maximilian Dilthey (1804–1867), était chapelain princier des Nassau à Biebrich. Sa mère Maria Laura Heuschkel (1810–1887) était la fille de Johann Peter Heuschkel (de), chef de chœur et d'orchestre (en allemand Kapellmeister) de la cour ducale, à Hildburghausen. Son frère Karl (1839–1907) fut professeur d’archéologie, et sa sœur Caroline épousa le philologue Hermann Usener.
Il fréquente d'abord le lycée de Wiesbaden où il passe le baccalauréat en 1852 avec une question sur l’influence des Anciens grecs sur la Jeunesse. Répondant aux vœux de ses parents, il étudie la théologie, l’histoire et la philosophie à Berlin (1853) puis à Heidelberg  sous la direction d'August Bœckh, de Kuno Fischer, de Leopold von Ranke et de Friedrich Adolf Trendelenburg.
En 1856, il réussit son premier examen de théologie. Ayant passé avec succès les épreuves de l'examen d’État de professorat, il enseigne au Collège français et au lycée Joachimsthal de Berlin. En 1864, il soutient sa thèse de doctorat avec un mémoire en latin sur l’Éthique de Schleiermacher, et obtient la même année l'habilitation avec un mémoire sur la conscience morale. Il est ensuite privat-docent à l’Université Frédéric-Guillaume de Berlin. En 1867, il se voit confier la chaire de philosophie de l'université de Bâle. Il enseigne par la suite à Kiel (1868–71) et Breslau (1871–83). En 1870, Dilthey donne le premier tome de sa biographie de Schleiermacher, qui assoit sa réputation en tant qu’historien de la pensée. À Breslau, il se lie d'amitié avec le comte Paul Yorck von Wartenburg (de), avec qui il entretient désormais une correspondance suivie, et dont l'antagonisme enrichit Dilthey de considérations spiritualistes.

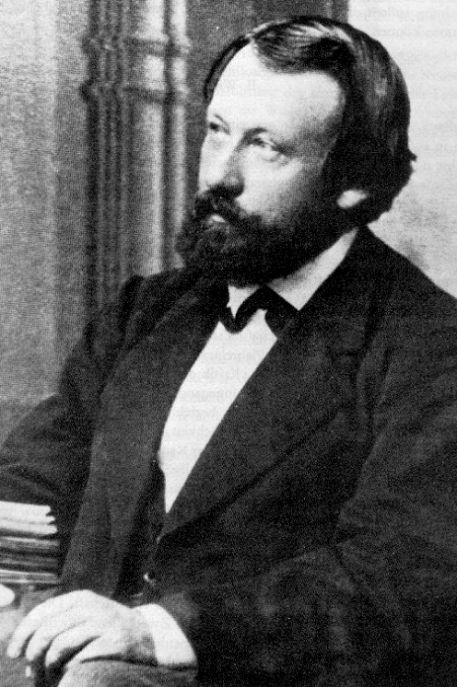
Dilthey à l'époque de ses fiançailles.

En 1882, l'université de Berlin lui propose de prendre la succession de Rudolf Hermann Lotze, décédé prématurément : il y enseigne de 1883 à 1908. Dès 1883, il publie le premier tome de son Introduction aux sciences de l'Esprit, qu'il dédie au comte von Yorck. En 1894, Dilthey fait paraître ses Idées pour une psychologie descriptive et analytique“. La critique sévère que Hermann Ebbinghaus porte sur cet ouvrage le dissuade de poursuivre dans cette direction.
En 1900, paraît le premier tome des Recherches logiques d’Edmund Husserl. Dilthey décide d'en prendre le contre-pied et les premières rectifications qu'il trouve à y apporter le mènent à systématiser les idées de son ouvrage précédent, Introduction aux sciences de l'Esprit. En 1905, Husserl vient à Berlin pour rencontrer Dilthey, et l'année suivante, la publication de L’expérience et la poésie fait connaître Dilthey au-delà du cercle restreint de ses collègues de l'université. Puis en 1911 la parution du recueil Théorie des conceptions du monde, à laquelle Husserl oppose un appel au retour à la rigueur dans le manifeste La Philosophie comme science rigoureuse, marque la création d'une école de pensée autour de Dilthey. La correspondance qui s'ensuit entre Dilthey et Husserl ne fait qu'exacerber l’opposition de leurs conceptions.
Dilthey meurt cette année-là d'une attaque de dysenterie, dans sa résidence tyrolienne de Seis-am-Schlern (Tyrol).

## Philosophie
Dilthey a été inspiré notamment par les travaux de Friedrich Schleiermacher sur l'herméneutique, qui étaient jusque-là restés dans l'oubli. Ils peuvent tous deux être rattachés au romantisme allemand. Dilthey est généralement considéré comme un empiriste, même si son empirisme diffère de l'empirisme de l'école anglaise dans ses présupposés épistémologiques fondamentaux. En fait, il appartient davantage au courant dit vitaliste qu'on associe généralement à des philosophes comme Bergson.

## Une réflexion sur les sciences de l'esprit
Selon Sylvie Mesure, Wilhelm Dilthey transpose ce qu'avait fait la Critique de la raison pure à l'égard des sciences de la nature aux sciences historiques, en posant le problème de leur objectivité et de ses limites. Il autonomise ainsi les sciences humaines. 

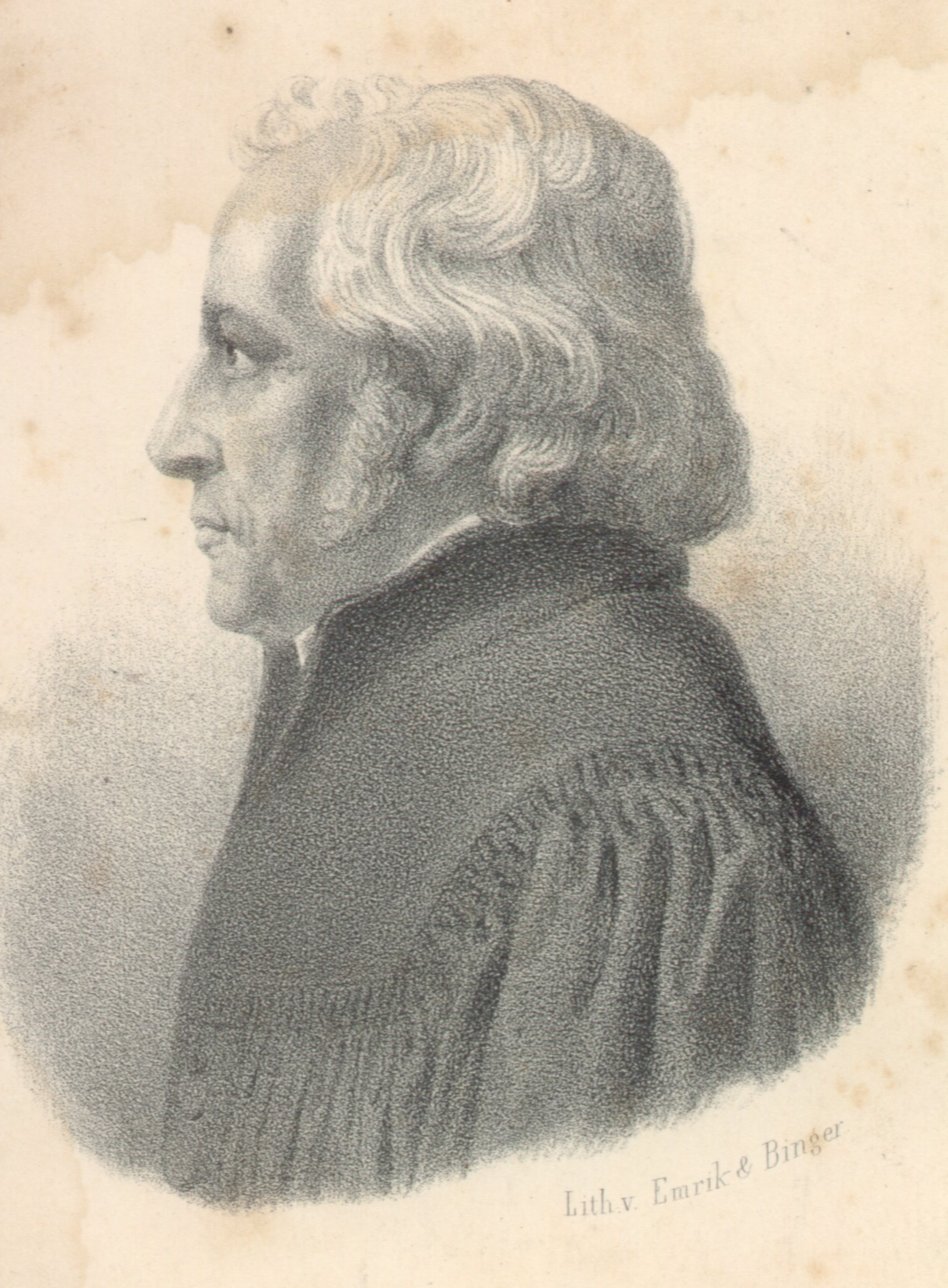
Dilthey est influencé par Schleiermacher

 Loin du positivisme d'Auguste Comte qu'il refuse, il est proche de la version de la sociologie proposée par son collègue Georg Simmel de l'Université de Berlin.
Dilthey donne également un nom au processus de recherche mis au jour par Friedrich Schleiermacher, qu'il désigne par l'expression de cercle herméneutique. L'herméneutique générale proposée par Schleiermacher était une combinaison entre l'herméneutique utilisée pour interpréter les Écritures et celle utilisée par les philosophes classiques. Ces recherches ont conduit Dilthey à une réflexion épistémologique sur la compréhension et l'explication. De ces notions est également issue la distinction entre sciences de la nature et sciences de l'esprit (Geisteswissenschaft) qui a largement influencé le développement des sciences humaines et sociales au tournant du XXe siècle. Ces conceptions ont également alimenté la querelle des méthodes (Methodenstreit) qui occupa une large part du discours sur les sciences de l'homme dans l'Allemagne du début du siècle.

## Postérité et influence
Si Dilthey est peu connu aujourd'hui, il n'en demeure pas moins un passeur essentiel entre une conception positiviste des sciences sociales et une approche dite « compréhensive »,. Son œuvre, souvent associée au relativisme et au courant historiciste, a fait naître et inspiré de nombreuses approches méthodologiques dont celle de Georg Simmel, de Max Weber et de Karl Mannheim ; la tradition sociologique se revendique encore aujourd'hui de ses distinctions épistémologiques et considère ses travaux comme précurseurs d'une démarche interprétative encore vivante dans la recherche actuelle. La dimension herméneutique de sa réflexion a été discutée et mise à profit par de nombreux philosophes dont Martin Heidegger et Hans-Georg Gadamer.
Dilthey distingue les « sciences de l’esprit » des « sciences de la nature ».  Selon lui, les sciences humaines subjectives devraient être centrées sur une « réalité humaine-sociale-historique ». À ses yeux, l'étude des sciences humaines implique l'interaction de l'expérience personnelle, la compréhension réflexive de l'expérience et l'empreinte de l'esprit dans les gestes, les mots et l'art. Pour faire simple, il différenciait les sciences humaines des sciences naturelles par le fait que les premières cherchent à comprendre (verstehen), tandis que les secondes ont pour objectif d'expliquer (erklären). Il dit en 1883 : « Nous expliquons la nature, nous comprenons la vie psychique ». Dilthey soutenait que tout enseignement doit être envisagé à la lumière de l'histoire, sans laquelle la connaissance et la compréhension ne sauraient être que partielles.

## Œuvres principales

### Titres originaux
- Leben Schleiermachers, t. 1 ("La vie de Schleiermacher") (1870)
- Einleitung in die Geisteswissenschaften ("Introduction aux sciences de l'esprit") (1883)
- Bausteine zur einen Poetik ("Éléments pour une poétique") (1887)
- Über die Möglichkeit einer allgemein gütlichen Pädagogik (1888)
- Ideen über eine beschreibende und zergliedernde Psychologie (1894)
- Beiträge zu Studien der Individualität ("Contribution aux études sur l'individualité") (1896)
- Studien zur Grundlegung der Geisteswissenschaften ("Études sur le fondement des sciences de l'esprit") (1905)
- Die Jugendgeschichte Hegels ("L'histoire de la jeunesse de Hegel") (1905)
- Das Erlebnis und die Dichtung ("L'expérience et la poésie") (1905)
- Der Aufbau der geschichtlichen Welt in den Geisteswissenschaften ("L'édification du monde historique dans les sciences de l'esprit") (1910)
- Die Typen der Weltanschauung ("Les types de visions du monde") (1911)

### Traductions françaises
- Le Monde de l'esprit [« Die geistige Welt »], Aubier-Montaigne, 1992 (ISBN 2-7007-3427-0)
- Introduction à l’étude des sciences humaines : essai sur le fondement qu'on pourrait donner à l’étude de la société et de l'histoire, PUF, 1942
- Théorie des conceptions du monde [« Weltanschauugslehre »] (trad. L. Sauzin), Paris, PUF, 1946

Aux éditions du Cerf :
- Œuvres 1 : Critique de la raison historique. Introduction aux sciences de l'esprit et autres textes
- Œuvres 3 : L'édification du monde historique dans les sciences de l'esprit
- Œuvres 4 : Conception du Monde et analyse de l'Homme depuis la Renaissance et la Réforme
- Œuvres 5 : Leibniz et Hegel
- Œuvres 7 : Écrits d'esthétique suivi de La naissance de l'herméneutique